# Martin-Baker
Martin-Baker Aircraft Co. Ltd. es un fabricante de asientos eyectables y equipos de seguridad para aviación. En su origen la compañía se dedicaba a la fabricación de aeronaves antes de convertirse en una empresa pionera en el campo de los asientos eyectables. Martin-Baker tiene su sede central en la ciudad de Denham, Buckinghamshire, en Inglaterra y también tiene instalaciones ubicadas en Francia, Italia y Estados Unidos. 

## Historia

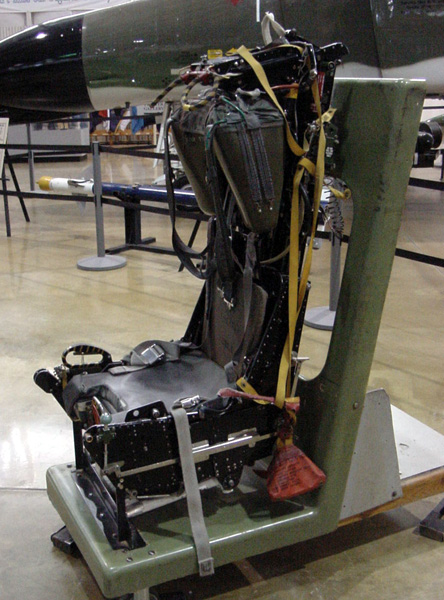
Asiento eyectable Martin-Baker H5 de un caza F-4 Phantom II.

La compañía orginariamente nació como un fabricante de aviones, conocida con el nombre de Martin Baker Aircraft Company, fundada en 1934 por el capitán (posteriormente Sir) James Martin (11 de septiembre de 1893 – 5 de enero de 1981) y el capitán Valentine Baker (24 de agosto de 1888 – 12 de septiembre de 1942). Baker antiguamente fue un instructor de vuelo por lo que trabajó como piloto de pruebas.

### Segunda Guerra Mundial
Martin-Baker fabricó numerosos prototipos de aviones militares durante la Segunda Guerra Mundial. Sin embargo, ninguno de esos prototipos entraría en producción. Esos diseños fueron: 
- Martin-Baker M.B.1

- Martin-Baker M.B.2

- Martin-Baker M.B.3 (1942) - caza de seis cañones: el prototipo se estrelló matando a Val Baker.

- Martin-Baker M.B.5 (1944)

- Martin-Baker M.B.6, proyecto de caza a reacción

- Martin-Baker M.B.7, Black Bess

Durante la guerra, Martin Baker fabricó componentes para aviones incluyendo asientos acorazados para los Supermarine Spitfires. 

### Asientos eyectables
Martin-Baker empezó su investigación en asientos eyectables desde 1934, años antes de que Alemania (1938) o Suecia empezasen sus propias investigaciones. Su primera prueba realizada con éxito se realizó el 24 de julio de 1946 desde un Gloster Meteor volando a 510 km/h (320 mph) a 8.000 pies de altitud(2.500 m) sobre el aeródromo de Chalgrove, en Oxfordshire.
La primera vez que un piloto británico usó un asiento eyectable fue en un vuelo del avión experimental Armstrong Whitworth A.W.52 en mayo de 1949.